# تسی توماس
تسی توماس (انگلیسی: Tessy Thomas؛ زادهٔ ۱ آوریل ۱۹۶۳) یک مهندس اهل هند است.